# Zeche Vereinigte Capellenbank
Die Zeche Vereinigte Capellenbank ist ein ehemaliges Steinkohlenbergwerk in Essen-Baldeney-Stadtwald. Das Bergwerk ist aus der Zeche Capellenbank im Brandenbusch entstanden. Es war auch unter den Namen Zeche Capellenbergerbank und Zeche Antonius & Capellenbank bekannt. Die Zeche Capellenbank gehörte zu den Gründungsmitgliedern des Vereins für Bergbauliche Interessen.

## Geschichte

### Anfänge als Capellenbank im Brandenbusch
Das Bergwerk wurde auch unter dem Namen Zeche Capellenbergerbank geführt. Über das Bergwerk ist nur sehr wenig bekannt, es wurde auch nur knapp 5 Jahre unter dem Namen Capellenbank im Brandenbusch geführt. Am 23. März 1779 wurde die Konzession durch den Abt von Werden erteilt. Verliehen wurde die Konzession an Franz Ernst Freiherr von Bottlenberg genannt von Schirp. Nach der Konzessionserteilung war das Bergwerk in Betrieb. Als Gewerken waren neben dem Freiherrn von Bottlenberg Georg Stinnes und Johann Friedrich Westphal in den Unterlagen eingetragen. Am 28. September desselben Jahres erteilte die Königliche Interimskanzlei zu Werden einen Schürf- und einen Mutschein an die Freifrau von Schirp und an Josef Fendel. Am 7. Oktober erfolgte dann die Anmeldung beim Bergamt. Als Betriebsführer wurde Heinrich Fundtmann eingesetzt. Im Jahr 1802 wurden aus dem Bergwerk 24 Ringel Steinkohle pro Tag gefördert. Am 19. März des Jahres 1804 wurde die Berechtsame erneut beim Bergamt Werden angemeldet. Im selben Jahr erfolgte die Umbenennung in Vereinigte Capellenbank.

### Die Zeit als Vereinigte Capellenbank
Das Bergwerk entstand im Jahr 1804 aus der Umbenennung der Zeche Capellenbank im Brandenbusch. Die Berechtsame umfasste 3 Längenfelder. Im gleichen Jahr wurde ein neuer Schacht geteuft und der Abbau weiter vorangetrieben. Im Jahr 1815 weiterhin Abbautätigkeiten, der Tagetrieb 1 ging in Förderung. Im Jahr 1817 erfolgte untertägig nur Aus- und Vorrichtung und am 8. August desselben Jahres erfolgte die Vereinigung mit der Zeche Antonius zur Zeche Antonius & Capellenbank. Ab 1818 weiterhin Abbau. Am 13. Februar 1826 erfolgte die Konsolidation zur Zeche Vereinigte Capellenbank und Clarenbeck. Im Jahr darauf wurde die Mutung Protheus übernommen. Am 6. August 1842 erfolgte die Verleihung des Längenfeldes Vereinigte Capellenbank. Die Betriebsanlage befand sich an der Chaussee von Rellinghausen nach Clarenbeck. Das Röschenmundloch befand sich nahe Haus Baldeney, die Kohlenniederlage lag an der Ruhr. Das Bergwerk war auch bekannt unter dem Namen Zeche Antonius & Clarenbeck. 1832 erfolgte die Verleihung des Clarenberger Stolln.
Ab dem Jahr 1850 wurde das Bergwerk nur noch Zeche Vereinigte Capellenbank genannt. Im Jahr 1854 war das Bergwerk weiterhin in Betrieb, das Kohlenmagazin befand sich an der Ruhr. Im 2. Halbjahr des Jahres 1856 wurde die Zeche Capellenbank in Bredeney übernommen. Im Jahr 1857 wurde die Berechtsame über einen Schacht aufgeschlossen und der Abbau von Eisenstein unter dem Namen Neu-Essen IV betrieben. Im Jahr 1862 waren die Kohlen über der Stollensohle fast abgebaut. Das Bergwerk gehörte zu diesem Zeitpunkt zum Bergrevier Kettwig. Im Jahr 1864 wurde der tonnlägige Schacht Antonie geteuft. Der Schacht erreichte eine seigere Teufe von 42 Lachtern. Die Tiefbausohle wurde bei 40 Lachtern angesetzt. Daneben wurde ein Fahr- und Wasserhaltungsschacht erstellt. Im Jahr 1865 wurden Kohle und Eisenstein abgebaut. Im Jahr 1869 wurde das Bergwerk in Fristen gesetzt. 1874 wurde das Kohlenflöz Capellenbänkchen angepachtet, ab Dezember desselben Jahres erfolgte der Abbau. Zum Ende des Jahres 1875 wurde der Kohlenabbau eingestellt und nur noch Eisenstein abgebaut. Nach dem Jahr 1875 wurde das Bergwerk durch die Zeche Ludwig erworben.

## Förderung und Belegschaft
Die ersten Belegschafts- und Förderzahlen als Zeche Vereinigte Capellenbank & Clarenbeck sind aus dem Jahr 1834 bekannt. Mit 39 Bergleuten wurden 99.790 Scheffel Steinkohle gefördert. Im Jahr 1837 lag die Förderung bei 17.439 3/4 preußischen Tonnen. 1839 wurden mit 33 Bergleuten 21.391 1/4 preußische Tonnen Steinkohle gefördert. 1840 sank die Förderung auf 17.710 1/4 preußische Tonnen Steinkohle. 1842 sank die Förderung erneut auf nunmehr 13.713 preußische Tonnen. Ein Jahr darauf sank die Förderung auf 43.220 Scheffel, das sind 2.377,1 Tonnen. Die letzten Förderzahlen als Zeche Vereinigte Capellenbank & Clarenbeck stammen aus dem Jahr 1847, es wurden 52.935 Scheffel (2.911,4 Tonnen) Steinkohle gefördert. Die ersten Belegschaftszahlen, nach der Umbenennung des Bergwerks im Jahr 1850 in Zeche Vereinigte Capellenbank, stammen aus dem Jahr 1858, in diesem Jahr arbeiteten 30 Bergleute auf dem Bergwerk. Die ersten Förderzahlen der Zeche Vereinigte Capellenbank sind aus dem Jahr 1861 bekannt, es wurden mit fünf Bergleuten rund 800 Tonnen Steinkohle gefördert. 1867 wurden 2145 Tonnen Steinkohle und Erz gefördert. Im Jahr darauf wurden eine Gesamtförderung (Kohle und Erz) von rund 2150 Tonnen erzielt. Die letzten Zahlen stammen aus dem Jahr 1875, es wurden mit 19 Bergleuten 4152 Tonnen Steinkohle gefördert. Danach wurde noch einige Jahre Kohleneisenstein abgebaut und gefördert.